# Janíky
Janíky es un municipio del distrito de Dunajská Streda en la región de Trnava, Eslovaquia, con una población estimada a final del año 2024 de 957 habitantes.
Se encuentra ubicado al sur de la región, cerca de los ríos Danubio y Váh, y de la frontera con Hungría y la región de Bratislava.

## Demografía
| Año        | 1994 | 2004    | 2014     | 2024    |
| ---------- | ---- | ------- | -------- | ------- |
| Población  | 805  | 775     | 892      | 957     |
| Diferencia |      | −3,72 % | +15,09 % | +7,28 % |

| Año        | 2023 | 2024    |
| ---------- | ---- | ------- |
| Población  | 946  | 957     |
| Diferencia |      | +1,16 % |